# Antugnac
Antugnac är en kommun i departementet Aude i regionen Occitanien  i södra Frankrike. Kommunen ligger  i kantonen Couiza som ligger i arrondissementet Limoux. År 2022 hade Antugnac 292 invånare.

## Befolkningsutveckling
Antalet invånare i kommunen Antugnac
Referens: INSEE